# Ваздухопловна база Макорд
Ваздухопловна база Макорд (енгл. McChord Air Force Base) насељено је место без административног статуса у америчкој савезној држави Вашингтон.

## Демографија
По попису из 2010. године број становника је 2.507, што је 1.589 (-38,8%) становника мање него 2000. године.
| Група             | 2000.         | 2010.         |
| Белци             | 3.006 (73,4%) | 1.598 (63,7%) |
| Афроамериканци    | 350 (8,5%)    | 228 (9,1%)    |
| Азијати           | 170 (4,2%)    | 77 (3,1%)     |
| Хиспаноамериканци | 331 (8,1%)    | 338 (13,5%)   |
| Укупно            | 4.096         | 2.507         |